# 奈良女子大学
奈良女子大学（ならじょしだいがく、英語: Nara Women's University）は、奈良市北魚屋東町に本部を置く日本の国立大学。1908年創立、1949年大学設置。大学の略称は奈良女（ならじょ）、奈女大（なじょだい）、NWU。地元では単に女子大とも言う。女子のみを学生として受け入れている女子大学である。

## 概観

### 大学全体
奈良女子大学は、1908年（明治41年）に女子中等教育における女性教員養成機関として開設された奈良女子高等師範学校をその前身とする。1949年（昭和24年）、国立学校設置法の公布により新制大学として発足した。2004年（平成16年）10月に施行された国立大学法人法により国立大学法人奈良女子大学が設置された。2022年（令和4年）4月1日には、奈良教育大学とともに奈良国立大学機構傘下の大学となった。
国立の女子大学は本学とお茶の水女子大学の2校だけであり、女子大学の双璧として長年にわたり多くの人材を輩出してきている。
1949年に理家政学部長に就任した波多腰ヤスは、日本で初の女性学部長である。そして1997年4月1日に奈良女子大学第8代学長に就任した丹羽雅子は、日本の国立大学における初の女性学長である。

### 建学の精神（校訓・理念・学是）
「女子の最高教育機関として、広く知識を授けるとともに、専門の学術文化を教授、研究し、その能力を展開させるとともに、学術の理論及び応用を教授、研究し、その深奥を究めて、文化の進展に寄与すること（奈良女子大学学則）」また、2000年（平成12年）11月に「4つの基本理念」を定め、社会における女性の知的自立と知的展開能力の獲得を目指している。

## 基礎データ

### 所在地
- キャンパス（奈良県奈良市北魚屋西町）
- 事務局（奈良県奈良市北魚屋東町）

### 象徴

#### 校歌
1917年（大正6年）1月、貞明皇后より下賜された御歌を基に東京音楽学校（後の東京芸術大学）へ付曲依頼されたもの。同年6月に奈良女子高等師範学校校歌として制定された。
ソプラノ、メゾソプラノ、アルトの女声合唱である。入学式に音楽部（合唱部）によって披露されている。

#### 校章
八重桜を輪郭とし、中に八稜鏡を収め、さらに撫子を中心に配したもの。
奈良県を象徴する「八重桜」、婦徳の鏡であってほしいとする「八稜鏡」、やまとなでしこの「撫子」をそれぞれ表している。1914年に奈良女子高等師範学校徽章として制定され、やや小型化され丸みを帯びる形に改変されたものの、その後も受け継がれている。

## 沿革

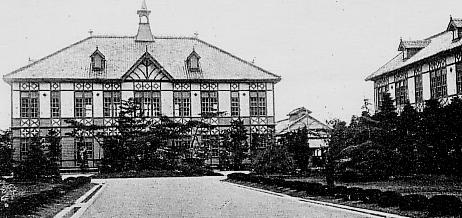
1930年頃の奈良女子高等師範学校

- 1908年（明治41年）3月31日 - 勅令第69号により奈良女子高等師範学校を設置。
- 1909年（明治42年）5月1日 - 授業を開始（開校記念日）。
- 1911年（明治44年） - 附属小学校と附属高等女学校を設置。
- 1912年（明治45年） - 附属幼稚園を設置。
- 1912年（大正3年） - 予科を廃止、文科、理科、家事科の3学科を設置。
- 1916年（大正7年） - 附属実科高等女学校を設置。（後に附属高等女学校と統合）
- 1947年（昭和22年） - 学制改革に伴い、附属中学校を設置。
- 1948年（昭和23年） - 学制改革に伴い、附属高等学校を設置。
- 1949年（昭和24年）5月31日 - 新制奈良女子大学が発足、文学部（社会学科、国語国文学科、英語英文学科、史学地理学科）と理家政学部（数学科、物理学科、化学科、生物学科、家政学科）の2学部を設置。奈良女子高等師範学校を包括。
- 1950年（昭和25年）4月1日 - 幼稚園教員養成課程を設置。
- 1952年（昭和27年）3月31日 - 奈良女子高等師範学校を廃止。
  - 4月1日 - 文学部教育学科を設置。
- 1953年（昭和28年）8月1日 - 理家政学部を理学部（数学科、物理学科、化学科、生物学科）と家政学部（食物学科、被服学科、住居保健学科）に分離。
- 1954年（昭和29年）4月1日 - 家政学専攻科を設置。
- 1955年（昭和30年）7月1日 - 文学専攻科を設置。
- 1956年（昭和31年）4月1日 - 理学専攻科を設置。
- 1964年（昭和39年）4月1日 - 家政学専攻科を廃止し、大学院家政学研究科（修士課程）を設置。
- 1965年（昭和40年）4月1日 - 理学専攻科を廃止し、大学院理学研究科（修士課程）を設置。
- 1967年（昭和42年）4月1日 - 文学部史学地理学科を史学科及び地理学科に改組。
- 1968年（昭和43年）4月1日 - 大学院文学研究科（修士課程）を設置。
- 1973年（昭和48年）4月1日 - 家政学部生活経営学科を設置。
- 1976年（昭和51年）4月1日 - 文学専攻科を廃止。
- 1980年（昭和55年）4月1日 - 大学院文学研究科に博士課程を設置。
- 1981年（昭和56年）4月1日 - 大学院文学研究科博士課程を人間文化研究科（博士課程）に改組。
- 1991年（平成3年）4月1日 - 理学部情報科学科を設置。
- 1993年（平成5年）4月1日 - 家政学部を生活環境学部（生活環境学科、人間環境学科）に改組。
- 1995年（平成7年）4月1日 - 文学部6学科を3学科（国際社会文化学科、言語文化学科、人間行動科学科）に改組。
- 1996年（平成8年）4月1日 - 理学部物理学科を物理科学科に、生物学科を生物科学科に改組。
- 1998年（平成10年）4月1日 - 大学院人間文化研究科を区分制博士課程に改組。大学院修士課程3研究科を統合し人間文化研究科博士前期課程に改組。
- 2004年（平成16年）4月1日 - 国立大学法人になる。
- 2005年（平成17年）4月1日 - 生活環境学部生活環境学科を食物栄養学科、生活健康・衣環境学科に改組。
- 2006年（平成18年）4月1日 - 生活環境学部人間環境学科を住環境学科、生活文化学科に改組。
- 2013年（平成25年）5月12日 - 臨床心理相談センターを設置。
- 2022年（令和4年）4月1日 - 工学部を設置。国立大学法人奈良国立大学機構の設立により、同法人が設置する国立大学となる。
- 2023年（令和5年）4月1日 - 奈良国立大学機構に国際戦略センター (Nara ISC) が設置されたことに伴い、国際交流センターを移行[3]。

## 教育および研究

### 組織

#### 学部

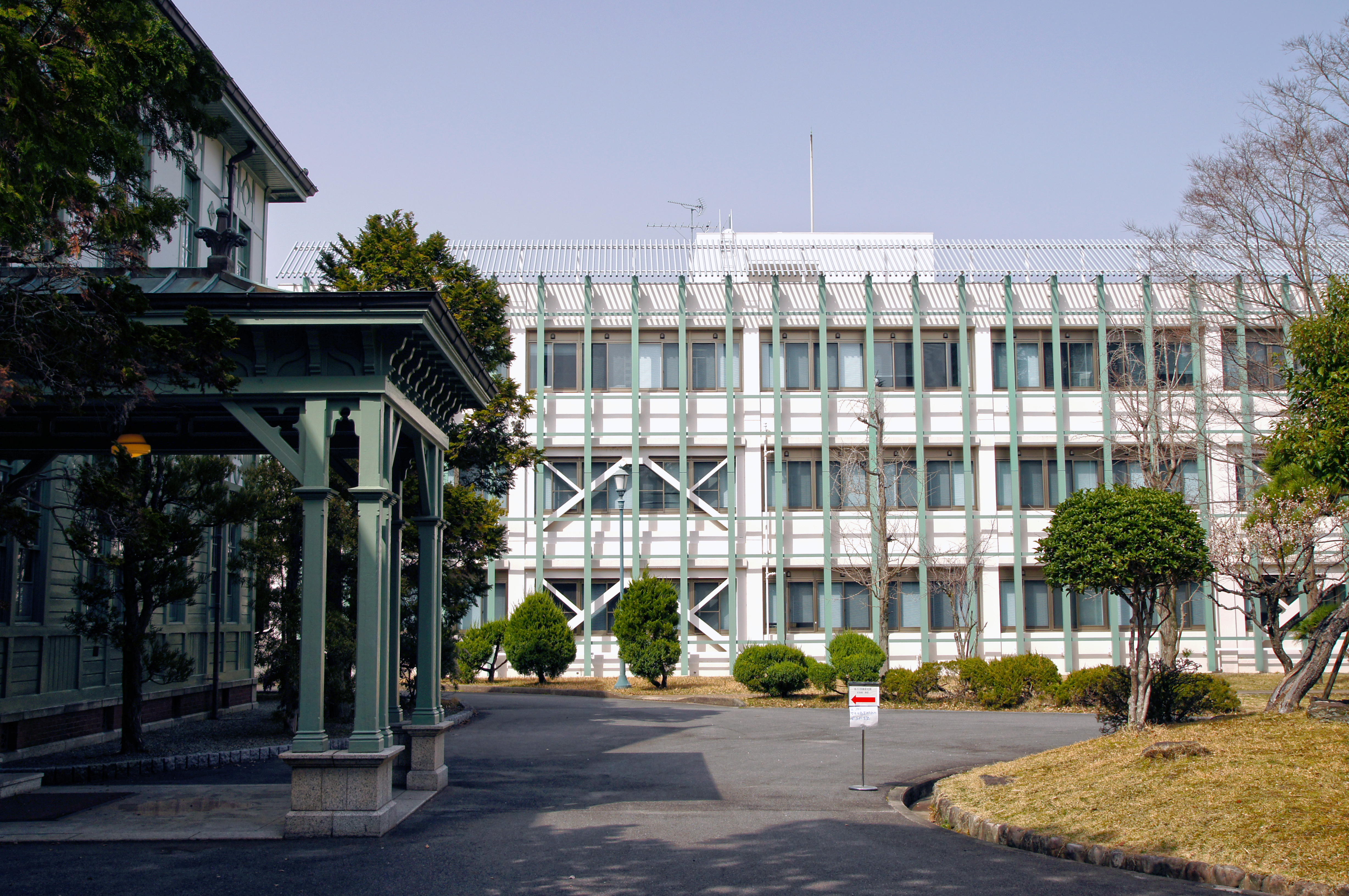
文学系N棟

2014年度以降の入学生
- 文学部[注 1]
  - 人文社会学科
    - 古代文化学コース[注 2]
    - 歴史学コース[注 3]
    - 社会情報学コース[注 4]
    - 地域環境学コース[注 5]
    - 文化メディア学コース[注 6]

  - 言語文化学科
    - 日本アジア言語文化学コース[注 7]
    - ヨーロッパ・アメリカ言語文化学コース[注 8]

  - 人間科学科
    - 教育学・人間学コース[注 9]
    - 心理学コース[注 10]
- 理学部
  - 数物科学科[注 11]
    - 数学コース[注 12]
    - 物理学コース[注 13]
    - 数物連携コース[注 14]

  - 化学生物環境学科[注 15]
    - 化学コース[注 16]
    - 生物科学コース[注 17]
    - 環境科学コース[注 18]
- 生活環境学部
  - 食物栄養学科
  - 心身健康学科[注 19]
    - 生活健康学コース
    - スポーツ健康科学コース
    - 臨床心理学コース

  - 情報衣環境学科[注 20]
    - 衣環境学コース
    - 生活情報通信科学コース

  - 住環境学科
  - 生活文化学科
- 工学部[注 21]
  - 工学科

2013年度以前の入学生
- 文学部
  - 人文社会学科
    - 古代文化学コース
    - 歴史学コース
    - 社会情報学コース
    - 地域環境学コース
    - 文化メディア学コース

  - 言語文化学科
    - 日本アジア言語文化学コース
    - ヨーロッパ・アメリカ言語文化学コース

  - 人間科学科
    - 教育学・人間学コース
    - 子ども臨床学コース
    - 総合心理学コース
    - スポーツ科学コース
- 理学部
  - 数学科
    - 構造数学講座
    - 現象解析学講座

  - 物理科学科
    - 基礎物理学講座
    - 物性物理学講座

  - 化学科
    - 基幹化学講座
    - 機能化学講座

  - 生物科学科
    - 分子・細胞生物学講座
    - 個体・集団生物学講座

  - 情報科学科
    - 数理情報学講座
    - 自然情報学講座
- 生活環境学部
  - 食物栄養学科
  - 生活健康・衣環境学科
    - 生活健康学専攻
    - 衣環境学専攻

  - 住環境学科
  - 生活文化学科

#### 研究科
- 人間文化研究科
  - 博士前期課程
    - 国際社会文化学専攻
      - 古代文化学コース[注 22]
      - 歴史学コース[注 23]
      - 社会情報学コース[注 24]
      - 地域環境学コース[注 25]
      - 文化メディア学コース

    - 言語文化学専攻
      - 日本アジア言語文化学コース[注 26]

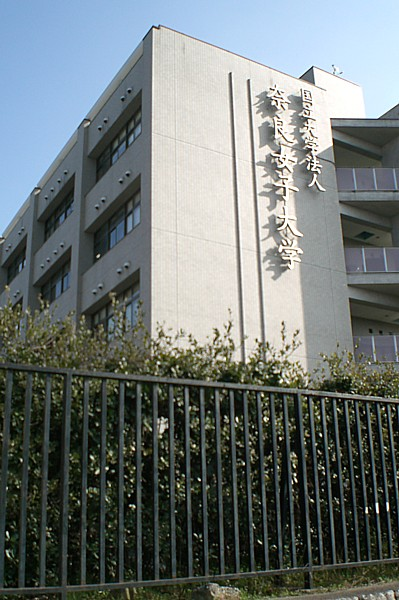
大学院E棟

      - ヨーロッパ・アメリカ言語文化学コース[注 27]

    - 人間行動科学専攻
      - 教育学・人間学コース[注 28]
      - 人間関係行動学コース[注 29]
      - スポーツ科学コース

    - 数学専攻
      - 構造数学コース
      - 現象解析学コース

    - 物理科学専攻 
      - 基礎物理学コース
      - 物性物理学コース

    - 化学専攻
      - 基幹化学コース
      - 機能化学コース

    - 生物科学専攻
      - 分子・細胞生物学コース
      - 個体・集団生物学コース

    - 情報科学専攻
      - 数理情報学コース
      - 環境情報学コース

    - 食物栄養学専攻
    - 生活健康・衣環境学専攻（2013年度入学生まで）
      - 生活健康学コース
      - 衣環境学コース

    - 心身健康学専攻（2014年度入学生から）
      - 生活健康学コース
      - 衣環境学コース
      - 臨床心理学コース

    - 住環境学専攻
    - 生活文化学専攻

  - 博士後期課程[4]
    - 比較文化学専攻
      - 文化史論講座
      - 日本アジア文化情報学講座
      - 欧米地域文化情報学講座

    - 社会生活環境学専攻
      - 人間行動科学講座
      - 社会・地域学講座
      - 共生社会生活学講座
      - 生活環境計画学講座

    - 共生自然科学専攻
      - 食物栄養科学講座
      - 環境生活科学講座
      - 生物環境科学講座
      - 機能性物質科学講座

    - 複合現象科学専攻
      - 現象構造解析講座
      - 複合自然構造講座
      - 複合情報科学講座

#### 研究院[注 30]
- 人文科学系
  - 人文社会学領域
  - 言語文化学領域
  - 人間科学領域
- 自然科学系
  - 数学領域
  - 物理学領域
  - 化学領域
  - 生物科学領域
  - 情報科学領域
- 生活環境科学系
  - 食物栄養学領域
  - 生活健康学領域
  - 衣環境学領域
  - 住環境学領域
  - 生活文化学領域
  - 臨床心理学領域
  - 先端IT領域

#### 附属機関・施設

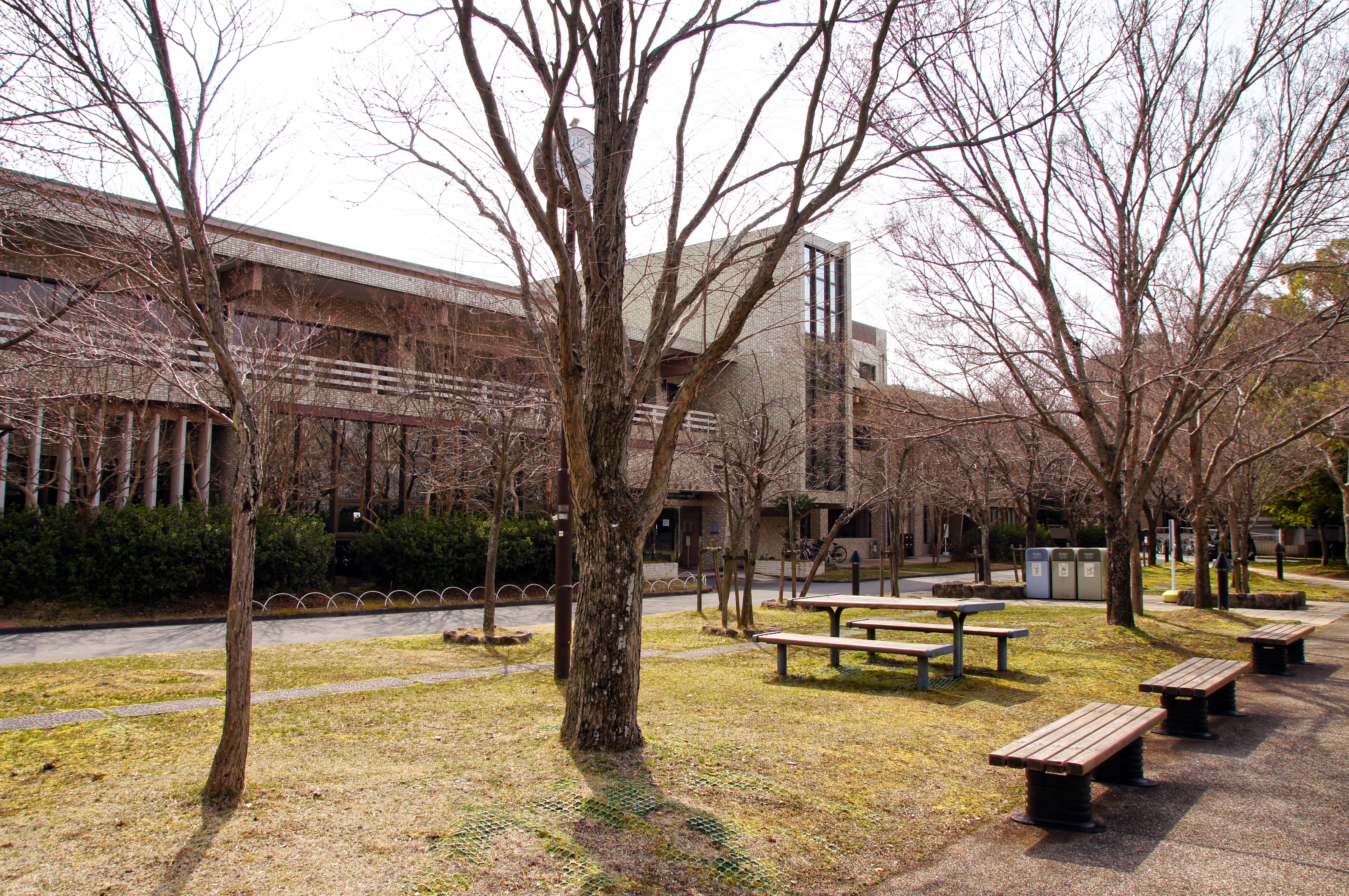
附属図書館

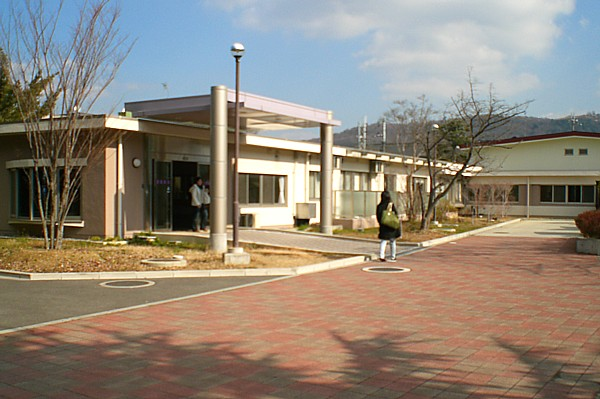
学生寄宿舎

- 学術情報センター
総合情報処理センターと附属図書館の統合で2014年4月に発足
- 保健管理センター
- 臨床心理相談センター
- 社会連携センター
- 環境安全管理センター
- 理系女性教育開発共同機構
- やまと共創郷育センター
- 男女共同参画推進機構
- 学内共同教育研究センター
  - 共生科学研究センター
  - 生涯学習教育研究センター
  - 教育システム研究開発センター
  - 古代学学術研究センター
  - アジア・ジェンダー文化学研究センター
  - 岡数学研究所
  - 動物実験施設
- 国際戦略センター (Nara ISC)

#### 附属学校園
全て、男女共学である。
- 奈良女子大学附属中等教育学校
- 奈良女子大学附属小学校
- 奈良女子大学附属幼稚園

### 研究

#### 21世紀COEプログラム
21世紀COEプログラムとして、1件のプロジェクトが採択された。
- 2004年（平成16年）
革新的な学術分野
古代日本形成の特質解明の研究教育拠点

## 学生生活

### 部活動・サークル活動
学部棟から運動場を隔て、文化系サークル共用施設、音楽棟、課外活動サークル棟、弓道場が並び、各活動を行っている。公認団体として体育系20団体、文化系20団体、音楽系9団体の計49団体（2009年（平成21年）2月時点）があるほか、非公認のサークルや他大学にまたがるインカレサークルなどが活動している。なお、サークル共用施設は数年間に渡り老朽化が問題となっていたが、2006年（平成18年）8月に新築された。

### 学園祭
「恋都祭（ことさい）」は毎年11月初めに3日間（2008年までは4日間）の日程で行われる学園祭で、ステージ上でのイベントをはじめ、様々な催しが開催されている。運営主体は恋都祭実行委員会。

### 学内奨学金
- 廣岡奨学金

## 大学関係者と組織

### 佐保会
佐保会は、1913年（大正2年）に結成された奈良女子高等師範学校と奈良女子大学の卒業生・修了生を会員とする社団法人の同窓組織。各都道府県と海外（大韓民国とベトナム）に支部がある。また大学が運営する奨学金とは別に、独自に運営している佐保会奨学金を毎年授与している。

## 施設

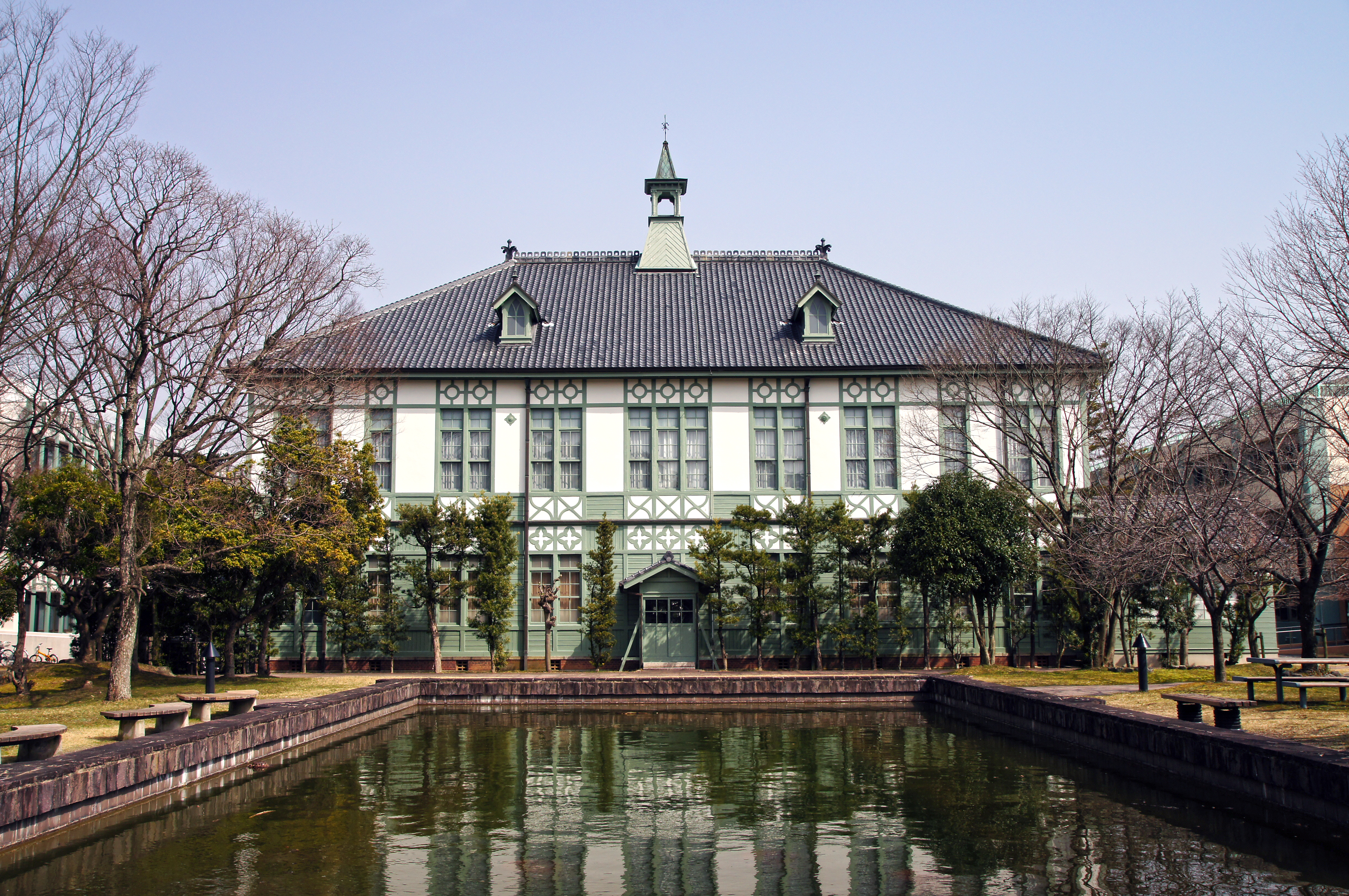
旧本館である記念館（重要文化財）

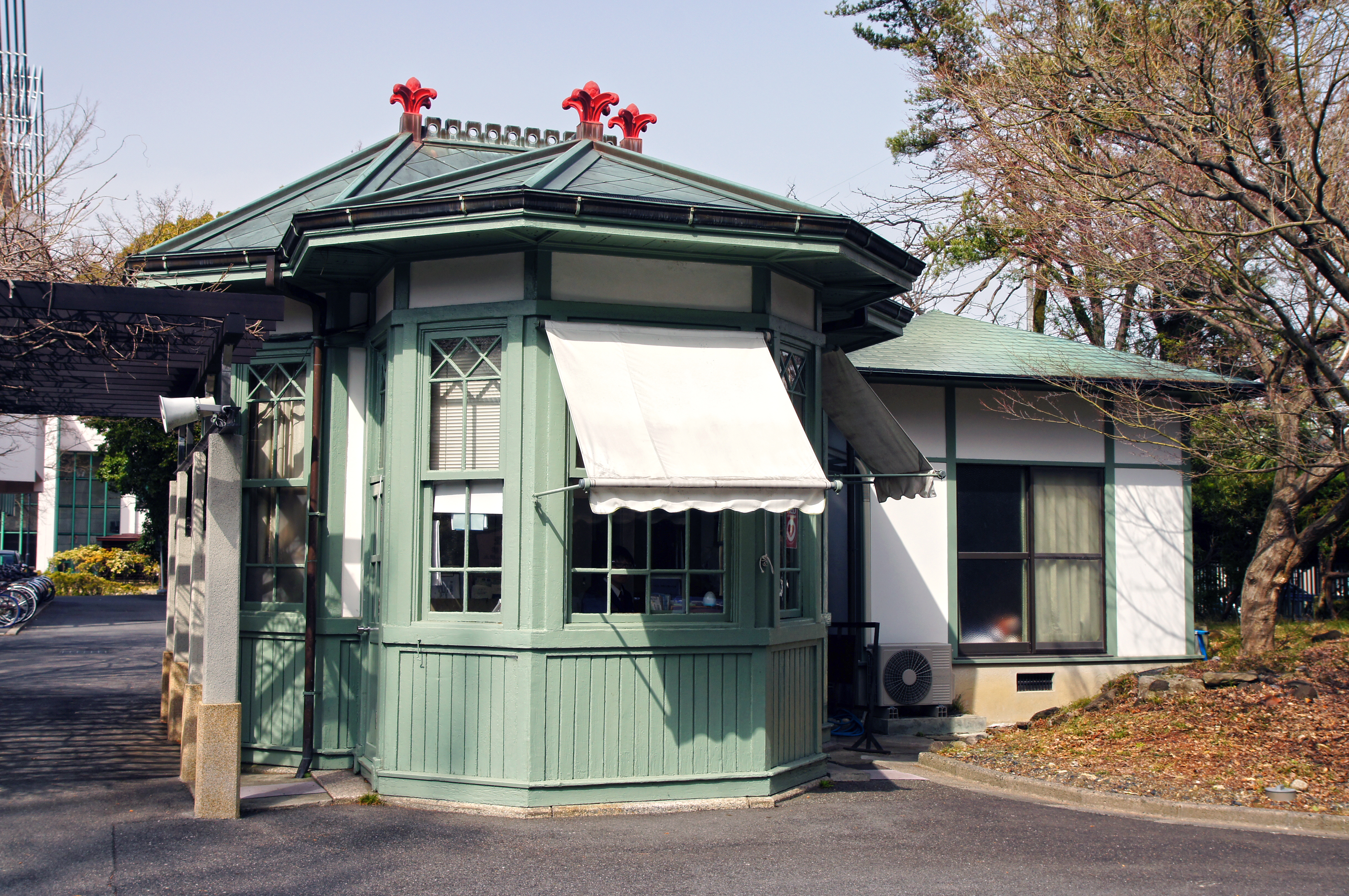
守衛室（重要文化財）

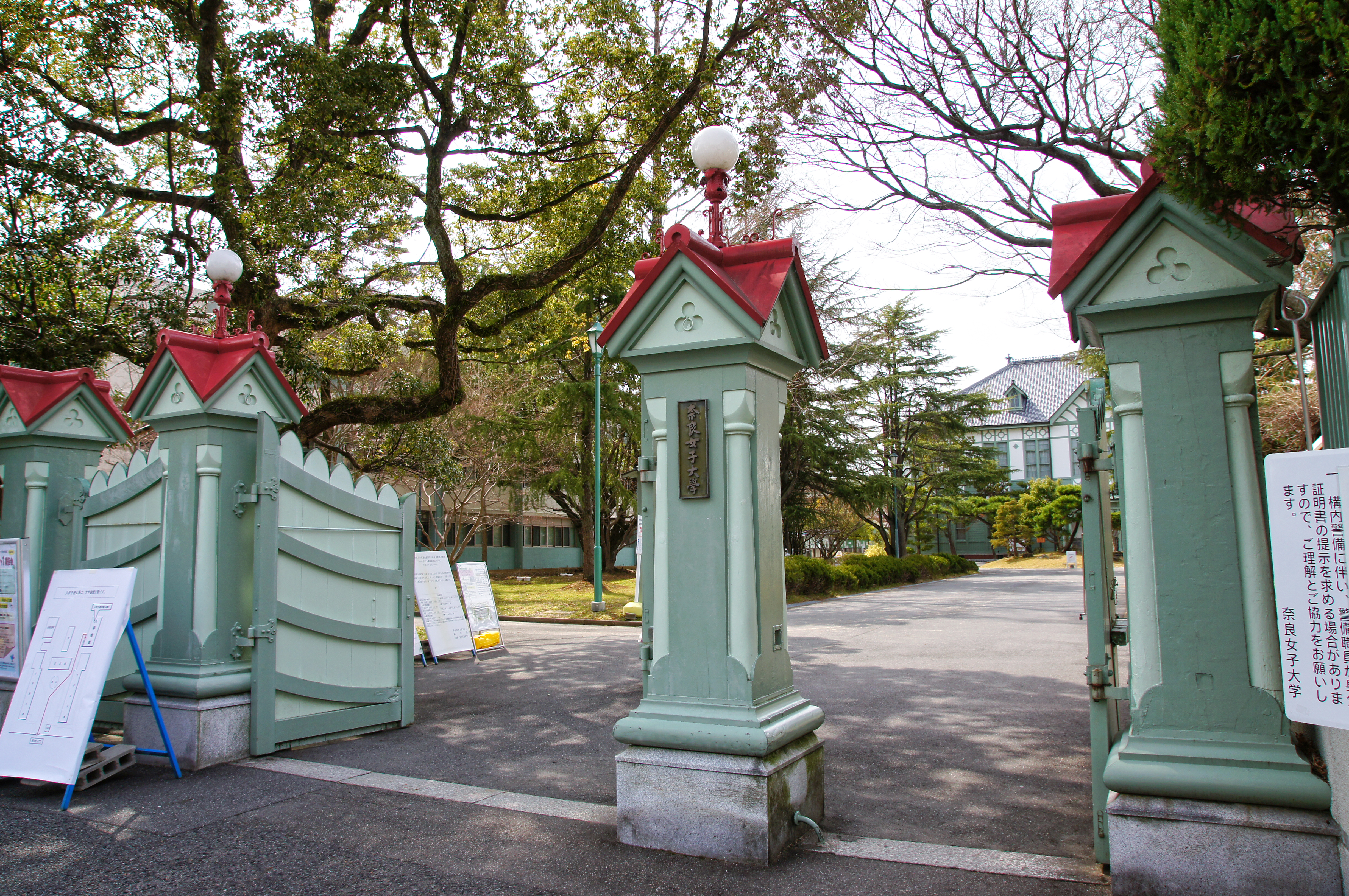
正門（重要文化財）

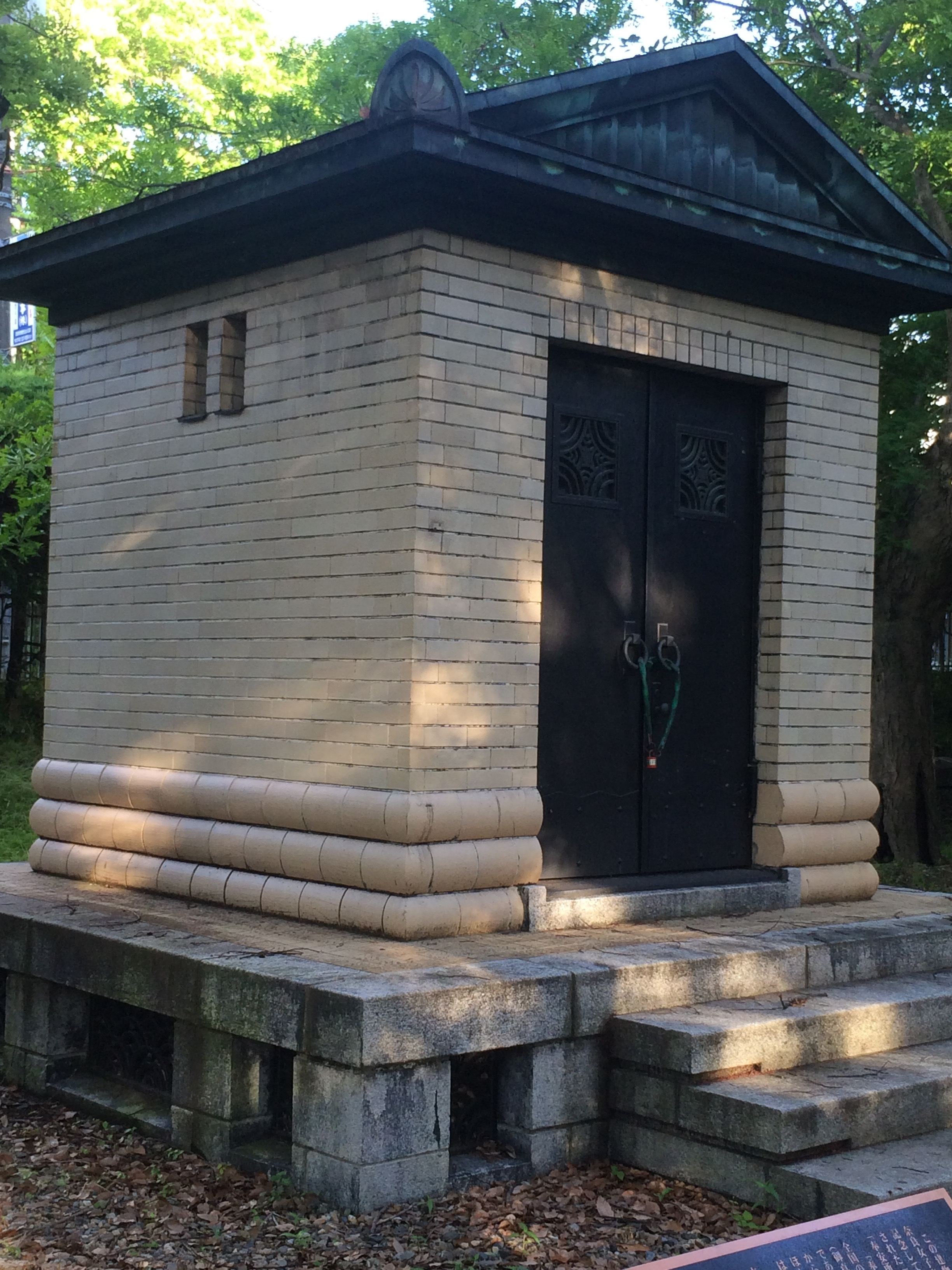
奉安殿

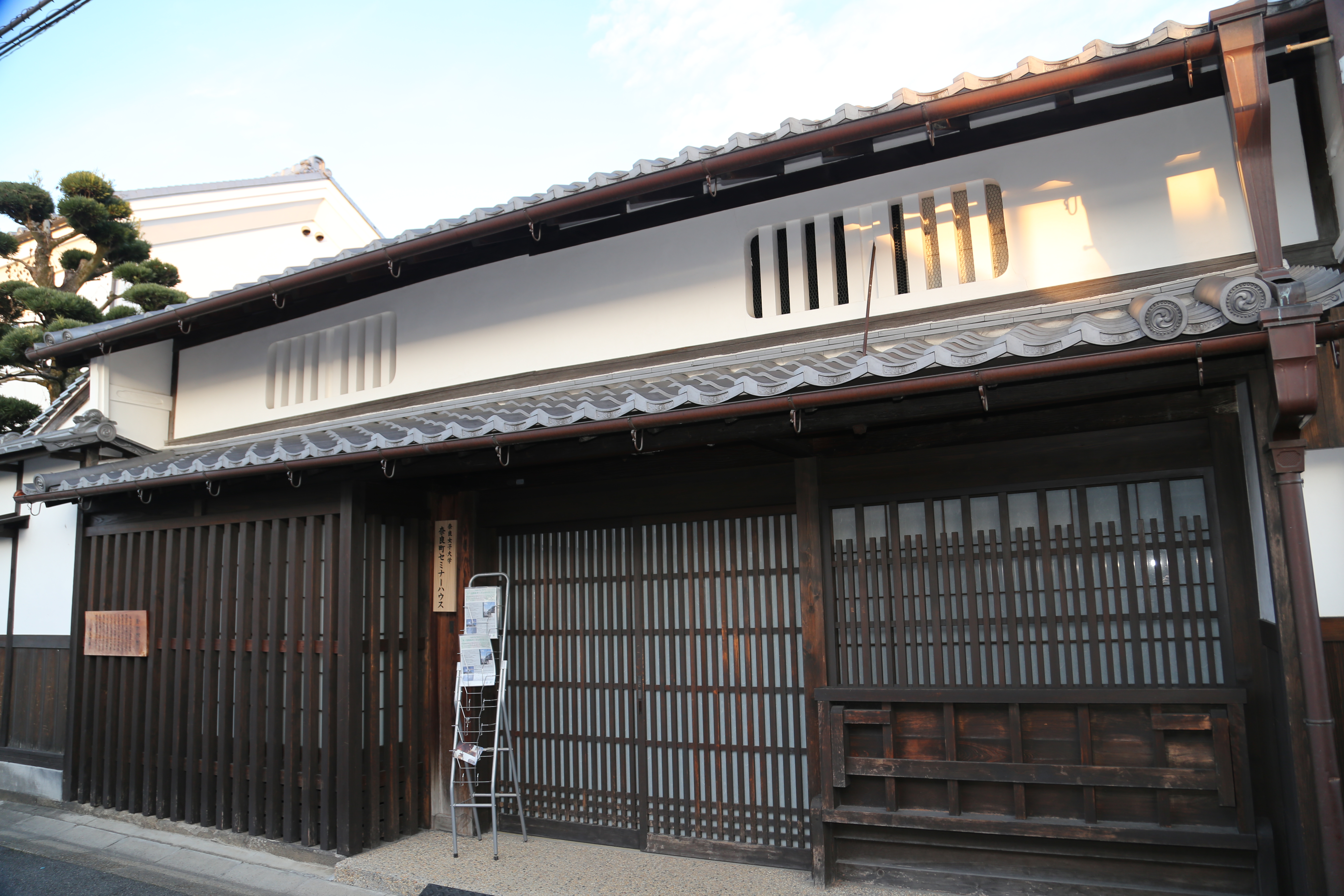
奈良女子大セミナーハウス

### キャンパス
- 交通アクセス：近鉄奈良駅から徒歩5分、JR奈良駅から奈良交通バス5分＋徒歩5分（全て徒歩なら約15分）。奈良市街地の中心に近く、京阪神のターミナル駅からのアクセスもよいため、関西の広範囲が通学圏内である。

### 重要文化財
奈良女子大学では、1909年（明治42年）竣工の旧本館および守衛室（附 正門）が重要文化財として指定されている。旧本館は大学本部と講堂として使用されていたが、1980年（昭和55年）に本部管理棟が、1983年（昭和58年）に講堂が別に新築されたため、1990年（平成2年）に「奈良女子大学記念館」と名称を改め、保存されることとなった。
1994年（平成6年）2月26日から12月25日にかけて改修工事を行い、同年12月27日に守衛室（附 正門）とともに国の重要文化財に指定され、一階は展示室、二階は講堂として学内活動で使用されるとともに、春と秋の期間限定ではあるが広く一般に公開されている。なお、現存する演奏可能な国産ピアノとしては最古の「百年ピアノ」が設置され、演奏に供されている。

### 学生食堂
奈良女子大学生活協同組合によって購買部・喫茶部と共に運営されている。カフェテリア形式で豊富なアラカルトメニューが好評である。また女子大学らしく、ライスは「SS」サイズが標準となっている。

### 学生寄宿舎
正門前に学生寄宿舎（寮）があり、定員は「寄宿寮」と「国際学生宿舎」を合わせ340名である。日本人学生は原則として学部学生のみ入寮でき、寄宿寮は1-2回生、国際学生宿舎は3-4回生が対象。外国人留学生は国際学生宿舎に入寮できるが、日本人学生と異なり学年の制限はない。全てトイレ・シャワー付きの1人用個室であり、立地条件ともあいまって人気が高い。24時間出入り可能であるが、外部者の宿泊は禁止されている。

### 奉安殿
正門入って南側に、第二次世界大戦中までの奉安殿が現存している。この奉安殿は、1934年（昭和9年）に奈良女子高等師範学校創立25周年を記念し、同窓会（佐保会）から寄贈されたものである。戦後、奈良女子大学の生物学教員が、遺伝の研究用にショウジョウバエの飼育室として使うようGHQと交渉し許可を得たため、破壊を免れたと伝わる。

### 奈良町セミナーハウス
歴史的な街並みが多く残る奈良町（奈良市毘沙門町）にある正木家所有の町屋を借り受け、2005年10月に「奈良女子大学 奈良町セミナーハウス」として開設された。明治時代中頃の建築と考えられる町屋を、できるだけ学生の手でトイレ・浴室などの改装を施し、30人程度の講義が可能な施設として利用している。

## 対外関係

### 他大学との協定

#### 日本国内
- 放送大学学園[7]
- 奈良県大学連合
- 五女子大学コンソーシアム
  - お茶の水女子大学
  - 奈良女子大学
  - 津田塾大学
  - 日本女子大学
  - 東京女子大学

#### 日本国外
国際交流協定校
アジア
-  中国

- 西安工程大学（陝西省）(1988.2.1)
- 南京大学（江蘇省）(1994.10.1)
- 香港理工大学（香港・紅磡）(1996.1.1)
- 蘇州大学（江蘇省）(1998.4.2)
- 西安交通大学（陝西省）(1999.3.15)
- 東華大学繊維学部（上海市）(2000.10.5)
- 新疆大学（新疆ウイグル自治区）(2002.3.26)
- 武漢大学（湖北省）(2003.10.15)
- 内蒙古大学 蒙古学学院（内蒙古自治区）(2007.12.25)
- 大連理工大学（大連市）

-  台湾

- 国立清華大学（新竹市）(2007.8.24)
- 東海大学（台中市）(2009.9.14)
- 東呉大学人文社会学院（台北市）(2016.12.20)
- 国立台湾大学文学院（台北市）(2017.3.21)

-  韓国

- 梨花女子大学校（ソウル特別市）(1997.2.28)
- ソウル大学校 生活科学部（ソウル特別市）(2001.3.7)

-  インドネシア

- ガジャ・マダ大学（ジョグジャカルタ特別州）(2013.7.11)
- アイルランガ大学熱帯病研究所（スラバヤ）(2016.7.15)
- アイルランガ大学 (2017.8.9)

-  ベトナム

- ベトナム国家大学ハノイ校（ハノイ）(1996.9.5)
- ハノイ教育大学 (2001.9.26)
- ベトナム国家大学ハノイ 外国語大学 (2009.3.12)
- ベトナム国家大学ハノイ 人文社会科学大学 (2009.5.26)
- ハノイ貿易大学（ハノイ）(2010.3.29)
- ハノイ大学 (2010.3.30)
- ベトナム国家大学ハノイ (2016.8.5)
- ハノイ理工大学応用数学情報学部 (2016.8.17)
- ベトナム高等数学研究所 (2016.9.5)
- チュイロイ大学 (2017.10.30)

-  タイ

- チエンマイ大学（チエンマイ県）(2017.11.30)

-  アフガニスタン

- カーブル大学 (2003.3.28)
- アフガニスタン教育大学 (2003.3.28)

-  バングラデシュ

- バングラデシュ農科大学 (2003.8.20)
- チッタゴン大学 (2014.9.26)
- ダッカ大学（ダッカ）(2017.12.4)

ヨーロッパ
-  イギリス

- オックスフォード大学オーリエル・コレッジ (1996.7.23)
- クイーン・マーガレット大学 (1999.3.18)
- レスター大学 (2006.7.5)

-  ポーランド

- キャロル・マルチンコウスキー・ポズナン医科学大学 (1999.4.26)

-  オーストリア

- グラーツ大学 (1999.12.16)

-  ベルギー

- ルーヴェン・カトリック大学 (2000.11.28)

-  ロシア

- ロシア人民友好大学 (2001.5.29)

-  イタリア

- ボローニャ大学 (2005.3.24)

-  フランス

- パリ・ディドロ大学 (2005.10.17)

-  ドイツ

- トリアー大学 (2006.3.30)

北米
-  アメリカ合衆国

- ノースカロライナ大学グリーンズボロ校（ノースカロライナ州）(2000.2.28)
- ミルズ大学（カリフォルニア州）(2000.3.30)

オセアニア
-  オーストラリア

- キャンベラ大学（キャンベラ）(1997.2.10)

-  ニュージーランド

- リンカーン大学（南島リンカーン）(2015.8.25)

### 産学連携
- 2022年の工学部設置に際して、女性の工学教育推進のためDMG森精機と連携・協力協定を締結[8]。

## その他
- 日本で2番目の女子高等師範学校として、京都との壮絶な誘致合戦を制して、奈良市内に設置された[9]
- 奈良国立大学機構として統合した奈良教育大学のほか、奈良県立医科大学との統合案が持ち上がったこともある。
- 奈良大学や奈良女子高等学校はいずれも私立学校であり、同学とは関係がない。
- 奈良佐保短期大学は奈良女子大学同窓会の佐保会（学校法人佐保会学園）によって設立され、卒業生や退官した教員が教鞭を執ることが多い。